# أدريانو باردال
أنطونيو أدريانو باردال (بالبرتغالية: Adriano Pardal‏) (13 يونيو 1987 بجوازيرو في البرازيل - ) هو لاعب كرة قدم برازيلي في مركز الهجوم .
لعب مع نادي أيه بي سي ونادي الفيصلي ونادي سيارا ونادي فيتوريا ونادي كاشياس دو سول ونادي بوتافوغو اس بي وJuazeiro Social Clube ‏ وأمريكا دي ناتال ‏ ونادي دايجو ونادي هجر.

## روابط خارجية
- أدريانو باردال على موقع دوري كوريا الجنوبية (الإنجليزية)
- أدريانو باردال على موقع قاعدة بيانات كرة القدم.إي يو (الإنجليزية)
- أدريانو باردال على موقع Soccerway.com (الإنجليزية)